# Campionati del mondo di ciclismo su strada 2017 - Cronometro a squadre maschile
La cronometro a squadre maschile dei Campionati del mondo di ciclismo su strada 2017 si disputò il 17 settembre in Norvegia, con partenza da Ravnanger e arrivo a Bergen, su un percorso di 42,5 km. La vittoria fu appannaggio della squadra tedesca Team Sunweb, che terminò la gara in 47'50", alla media di 53,302 km/h, precedendo gli americani della BMC Racing Team e i britannici del Team Sky.
Fu la sesta edizione di una gara dei campionati del mondo di ciclismo su strada riservata alle squadre di club anziché alle nazionali.

## Squadre partecipanti
| N.    | Cod. | Squadra              |
| ----- | ---- | -------------------- |
| 1-9   | QST  | Quick-Step Floors    |
| 11-19 | BMC  | BMC Racing Team      |
| 21-29 | ORS  | Orica-Scott          |
| 31-38 | SKY  | Team Sky             |
| 44-49 | SUN  | Team Sunweb          |
| 52-57 | TFS  | Trek-Segafredo       |
| 61-69 | MOV  | Movistar Team        |
| 71-79 | BOH  | Bora-Hansgrohe       |
| 82-88 | KAT  | Team Katusha-Alpecin |

| N.      | Cod. | Squadra                         |
| ------- | ---- | ------------------------------- |
| 92-98   | TLJ  | Team Lotto NL-Jumbo             |
| 101-106 | AST  | Astana Pro Team                 |
| 111-119 | CCC  | CCC Sprandi Polkowice           |
| 122-128 | TJI  | Joker Icopal                    |
| 131-139 | SAN  | Sangemini-MG.K Vis              |
| 141-149 | UXT  | Uno-X Hydrogen Development Team |
| 151-158 | TSS  | Team Sparebanken Sør            |
| 161-169 | FIX  | Team FixIT.no                   |

## Ordine d'arrivo (Top 17)
| Pos. | Squadra                         | Tempo   |
| ---- | ------------------------------- | ------- |
| 1    | Team Sunweb                     | 47'50"  |
| 2    | BMC Racing Team                 | a 8"    |
| 3    | Team Sky                        | a 22"   |
| 4    | Quick-Step Floors               | a 35"   |
| 5    | Orica-Scott                     | a 43"   |
| 6    | Movistar Team                   | a 1'19" |
| 7    | Team Lotto NL-Jumbo             | a 1'20" |
| 8    | CCC Sprandi Polkowice           | a 1'44" |
| 9    | Team Katusha-Alpecin            | a 1'46" |
| 10   | Bora-Hansgrohe                  | a 1'55" |
| 11   | Astana Pro Team                 | a 2'16" |
| 12   | Trek-Segafredo                  | a 2'50" |
| 13   | Joker-Icopal                    | a 3'08" |
| 14   | Sangemini-MG.K Vis              | a 5'02" |
| 15   | Uno-X Hydrogen Development Team | a 5'10" |
| 16   | Team FixIT.no                   | a 5'21" |
| 17   | Team Sparebanken Sør            | a 5'30" |